# سیستم‌عامل کالر

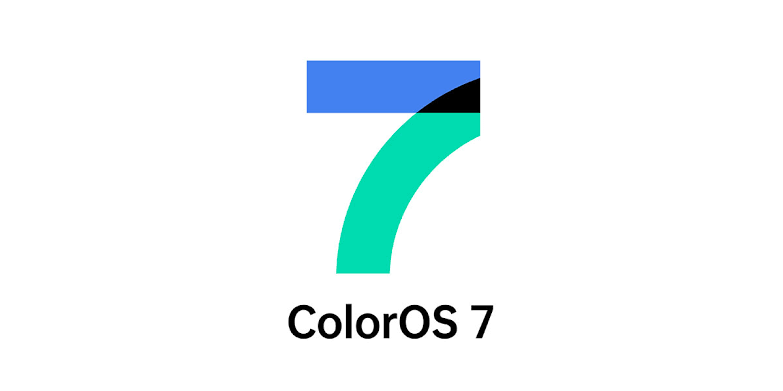
لوگوی سیستم‌عامل کالر

سیستم‌عامل کالر یا کالراواس (انگلیسی: ColorOS) یک سیستم‌عامل موبایل است که توسط شرکت اوپو و بر پایهٔ سیستم‌عامل اندروید ساخته شده‌است. شرکت ریلمی تا زمان معرفی ریلمی یوآی در سال ۲۰۲۰ از این سیستم‌عامل بر روی تلفن‌های هوشمند خود استفاده می‌کرد. از زمان ارائه گوشی وان‌پلاس ۹، شرکت وان‌پلاس این سیستم‌عامل را جایگزین سیستم‌عامل هیدروژن (نسخهٔ چینی سیستم‌عامل اکسیژن) کرد و در نسخه‌های بازار چین گوشی‌هایش از این سیستم‌عامل استفاده می‌کند.
در آینده، ColorOS، OnePlus Oxygen OS و Realme UI ادغام خواهند شد تا یک پوسته اندرویدی واحدی را تشکیل دهند که در همه گوشی‌های وان پلاس، اوپو و ریلمی ظاهر می‌شود.

## نسخه‌ها
| نسخهٔ کالراواس | نسخهٔ اندروید | تاریخ عرضه      |
| ------------- | ------------ | --------------- |
| ۱٫۰           | آبنبات ژله‌ای | ۲۳ سپتامبر ۲۰۱۳ |
| ۲٫۰           | کیت‌کت        |                 |
| ۲٫۱           | ۵٫۰          |                 |
| ۲٫۱٫۰آی       | ۵٫۰          |                 |
| ۳٫۰           | ۵٫۱          | ۱۷ مارس ۲۰۱۶    |
| ۳٫۱           | نوقا         |                 |
| ۳٫۲           | نوقا         |                 |
| ۵٫۰           | اوریو        |                 |
| ۵٫۱           | اوریو        |                 |
| ۵٫۲           | اوریو        |                 |
| ۵٫۲٫۱         | اوریو        |                 |
| ۶٫۰           | پای          |                 |
| ۶٫۰٫۱         | پای          |                 |
| ۶٫۱           | پای          |                 |
| ۶٫۱٫۲         | پای          |                 |
| ۶٫۷           | ۱۰           |                 |
| ۷             | ۱۰           | ۲۰ نوامبر ۲۰۱۹  |
| ۷٫۱           | ۱۰           |                 |
| ۷٫۲           | ۱۰           |                 |
| ۱۱            | ۱۱           | ۱۴ سپتامبر ۲۰۲۰ |
| ۱۱٫۱          | ۱۱           | ۲۳ دسامبر ۲۰۲۰  |
| ۱۱٫۲          | ۱۱           |                 |
| ۱۱٫۳          | ۱۱           |                 |
| ۱۲            | ۱۲           | ۱۶ سپتامبر ۲۰۲۱ |
| ۱۲٫۱          | ۱۲           | ۲۴ فوریه ۲۰۲۲   |
| ۱۳            | ۱۳           | ۱۹ اوت ۲۰۲۲     |
| ۱۳٫۱          | ۱۳           | ۲۱ مارس ۲۰۲۳    |
| ۱۳٫۲          | ۱۳           | ۲۹ اوت ۲۰۲۳     |
| ۱۴            | ۱۴           | ۱۶ نوامبر ۲۰۲۳  |